# János Görkói
János Görkói (* 10. September 1916; † 2011) war ein ungarischer Sprinter, der sich auf den 400-Meter-Lauf spezialisiert hatte.
Bei den Leichtathletik-Europameisterschaften 1938 in Paris wurde er Vierter über 400 m und Sechster in der 4-mal-400-Meter-Staffel.
1938 und 1941 wurde er Ungarischer Meister. Seine persönliche Bestzeit von 48,2 s stellte er am 21. August 1938 auf.